# 신재정연구회
신재정연구회(일본어: 新財政研究会)는 일본 자유민주당의 파벌의 하나다. 이 문서는 가토의 난을 계기로 분열한 굉지회 중에서 호리우치파→니와·고가파→고가파로 변천했던 굉지회를 다룬다.

## 역사

### 호리우치파
자유민주당의 모리 요시로는 일본의 내각총리대신으로 취임한 후에 갖은 실언을 했고 2000년 11월 야당이 힘을 모아 제2차 모리 내각에 대한 불신임안을 중의원에 제출했다. 총리직에 대한 야망이 있던 굉지회의 회장 가토 고이치는 불신임안에 동조할 움직임을 보였다. 야당이 주도하는 불신임안에 여당이 찬성할 수 없단 분위기가 확산하여 결과적으로 불신임안은 통과되지 않았지만 가토의 행위는 해당 행위로 비쳤다. 이 사건을 가토의 난이라 하는데 이를 계기로 가토에 반대하던 전 총리대신 미야자와 기이치를 비롯해 이케다 유키히코·호리우치 미쓰오·니와 유야 등이 굉지회를 이탈해 2001년 1월 호리우치파를 결성했다. 모리도 국회대책위원장 고가 마코토를 노나카 히로무의 후임 간사장으로 지명하는 등 호리우치파를 끌어들이고자 했다.
4월 모리가 퇴진하자 2001년 일본 자유민주당 총재 선거가 열렸는데 호리우치파는 모리파에 속하던 고이즈미 준이치로에 대한 대항마로 전 총리대신 하시모토 류타로를 지지했다. 하시모토의 승리가 점쳐졌으나 고이즈미가 돌풍을 일으켜 승리하자 호리우치파는 순식간에 반주류파로 전락했다. 다만 고이즈미는 호리우치를 자유민주당 총무회장에 기용했다.
2003년 일본 자유민주당 총재 선거 때는 호리우치를 중심으로 한 친고이즈미 세력과 고가를 중심으로 한 반고이즈미 세력으로 호리우치파가 분열했다. 이후 고이즈미가 같은 해 11월로 예정된 제43회 일본 중의원 의원 총선거를 앞두고 미야자와에게 은퇴를 종용하고 2004년 9월 호리우치를 총무회장에서 해임한 뒤 단행한 개각 때 호리우치파가 철저히 냉대받자 호리우치파는 반고이즈미 세력으로 돌아섰다.
2005년 7월 호리우치가 일본의 우정민영화에 반대한다는 뜻을 나타낸 뒤 파벌 회장직을 사임했다. 이후 후임 회장을 세우지 않고 니와 유야와 고가 마코토의 주도로 파벌이 운영되었다.

### 니와·고가파
하시모토파가 쓰시마파로, 가메이파가 이부키파로, 오자토파가 다니가키파로 다른 파벌들의 회장이 바뀌는 등 체제 정비에 나서자 신재정연구회도 파벌 회장 부재 상황이 지속되어선 안 된다는 의견이 나오기 시작했다. 이에 2006년 2월 니와와 고가가 공동 대표로 취임했다. 니와는 고이즈미에 대해 어느 정도 이해를 가진 편이었지만 고가는 철저하게 반고이즈미 세력으로 있어 왔다. 따라서 두 사람 중 한 명을 회장으로 선임했다가는 파벌이 쪼개질 우려가 있었기에 두 명을 공동 대표로 하는 절충안을 채택했던 셈이었다.
2006년 일본 자유민주당 총재 선거 때는 니와·고가파가 아베 신조를 지지했다. 아베가 당선되자 니와가 총무회장에 선임되고 소속 의원 4명이 입각하여 주류파로 전환됐다. 그런데 총무회장이 된 니와가 형식적으로 파벌을 이탈하자 오타 세이이치와 후타다 고지 등이 주도하여 고가를 회장으로 옹립해 버렸다. 니와에게는 파벌총회를 열기 수시간 전에서야 전화로 통보했기에 니와계 의원들은 이를 쿠데타로 받아들였다. 스즈키 슌이치나 다케모토 나오카즈 등은 강하게 반발했지만 고가가 "니와가 총무회장으로 있는 동안에만 잠정적으로 회장직을 맡겠다. 아베 정권에는 협력적인 입장을 취할 것이다"라고 약속하여 반발을 잠재울 수 있었다. 하지만 잠정적 조치라는 약속은 지켜지지 않아 니와가 총무회장에서 물러나 파벌에 복귀한 다음에도 고가는 회장직을 유지했고 대신 니와를 상임고문으로 추대하는 선에서 그쳤다.
당시 언론은 고가가 단독 회장에 취임한 뒤부터는 니와·고가파라는 통칭을 고가파로 고쳐 사용하기 시작했다. 다만 《요미우리 신문》만은 니와·고가파라는 통칭을 계속 사용하다가 2007년 9월부터 고가파로 고쳐 사용했다. 참고로 니와는 《요미우리 신문》 기자 출신이다.
2006년 12월 우정민영화에 반대했던 호리우치의 복당 조치가 이루어져 호리우치가 파벌에 복귀했다. 호리우치는 신재정연구회 최고고문에 취임했으며 다음 해 9월 26일 명예회장이 되었다.

## 굉지회 통합 구상
2006년부터 분열된 굉지회를 통합해야 한다는 얘기가 나오기 시작했다. 2008년 1월 16일에는 5월까지 통합하기로 합의가 이루어졌고 5월 13일 정식으로 통합이 이루어졌다. 고가가 회장으로 취임했고 넘버2로는 다니가키 사다카즈가 임명됐다. 회장 대행은 고가계의 오타가, 사무총장에는 다니가키계의 아이사와 이치로가 임명돼 균형을 맞추기 위해 노력했다. 하지만 2012년 일본 자유민주당 총재 선거를 계기로 고가계와 다니가키계는 다시 한 번 부열하게 된다.

## 같이 보기
- 자유민주당의 파벌
- 굉지회
- 유린회
- 지공회